# 宇宙カプセル
宇宙カプセル（うちゅうカプセル、英語: space capsule）とは、翼なしで地球の大気への再突入のための鈍頭物体の再突入カプセルを使用した、大抵は有人の宇宙機。カプセルは人工衛星とは一義的に再突入を乗り切り軌道から地表へペイロードを帰還させる能力によって区別されている。カプセルをソユーズやオリオンなどの基にした有人宇宙機はしばし設備ないしアダプターモジュールに支援され、宇宙での運用を延長するために外部モジュールとともに運用されることもある。一種類だけの有人スペースプレーンであるスペースシャトルが軌道飛行を行ったが、カプセルが有人宇宙機の設計の大部分を占めている。
現在の有人宇宙カプセルの実例にはソユーズ、神舟およびドラゴン2などがある。開発中の新しい有人宇宙カプセルとしてはNASAのオリオンとスターライナー、ロシアのオリョール、インドのガガニャーニャおよび中国の次世代有人宇宙船などがある。歴史的な有人カプセルにはボストーク、マーキュリー、ボスホート、ジェミニおよびアポロなどがあり、活動中の計画としてはニューシェパードの打ち上げがある。有人宇宙カプセルには、宇宙空間の真空中での温度および放射線環境の中で生命を維持する能力が必須である。有人宇宙カプセルには使い捨て型（ソユーズのように1回のみ使用）と再使用型宇宙機とがある。

## 歴史

### ボストーク

ボストーク宇宙カプセル

ボストークはソビエト連邦の最初の有人宇宙カプセルである。最初の有人宇宙飛行は1961年4月12日に、宇宙飛行士ユーリ・ガガーリンによってボストーク1号で達成された。
当初、このカプセルはソビエト連邦の最初のスパイ衛星計画であるゼニットのカメラプレットフォームと、有人宇宙機の両方で使えるように設計された。このデュアルユース設計は、この計画がソビエト連邦共産党の支援を受ける上で重要なものだった。この設計では、姿勢制御スラスター、軌道上での消耗品および軌道離脱用の逆噴射ロケットを含む双円錐形の降下モジュールを備えた球形の再突入モジュールが採用された。この基本設計は、4年以上にわたって、他の無人の人工衛星でも徐々に適応を広げて使用され続けている。
再突入モジュールは全体が溶除熱シールド素材で覆われ、直径2.3m、重量2,460kgとなっていた。
カプセルは打ち上げ時の空気抵抗を減らすためにノーズコーンで覆われ、カプセルの縦方向にほぼ垂直な、直径約1 meter (3.3 ft)の円筒形の船室を備えていた。宇宙飛行士は打ち上げ時の脱出用と、正常に飛行した場合の着陸用の別個のパラシュートが装着された射出座席に座った。カプセル自体にも着陸用のパラシュートが供えられていた。公式筋によると、ガガーリンは国際宇宙航行連盟（IAF）の規約に基づいて最初の有人宇宙飛行と認められるようにカプセル内にとどまったまま着陸したことになっていたが、後にすべてのボストークの宇宙飛行士がカプセルから射出されて別々に着陸したことが明らかになった。カプセルには、船尾側に取り付けられ、呼吸用の窒素と酸素ガス、バッテリー、燃料、姿勢制御スラスターおよび逆噴射ロケットを備えた全長2.25 meters (7.4 ft)、直径2.43 meters (8.0 ft)、重量2,270キログラム (5,000 lb)の円錐形の装置モジュールが備わっていた。これによって最長10日間の飛行が可能だった。6機のボストークが成功裡に打ち上げられ、最後の2機は同時に宇宙を飛行した。最長の飛行はちょうど5日には少し足りない、1963年6月14日から19日にかけてのボストーク5号によるものだった。
姿勢制御スラスターが装置モジュールに配置され、再突入の直前に切り離されることから、再突入モジュールの経路と姿勢を動的に制御することはできなかった。これは球形の設計を採用することからカプセルの全周を再突入の熱から防護する必要があることを意味した（熱シールドの直径を最小化しながら、最大の体積を可能にするマーキュリーの円錐形の設計とは対照的だった）。重心をずらしておくことによって、多少はカプセルの再突入時の姿勢を制御することができた。再突入時にかかる最大8ないし9Gの荷重に耐えるための正しい姿勢は飛行士の背中が飛行方向に向いていることだった。

### ボスホート

飛行した2つのバリエーションのボスホート宇宙カプセル

ボストークの設計が複数の宇宙飛行士が乗り込めるように改修され、ボスホート計画で2回の飛行が行われた。円筒形の船室は、3人の宇宙飛行士の座席が並ぶか（ボスホート1号）、間に船外活動を可能にする膨張式エアロックと宇宙飛行士2名の座席（ボスホート2号）が搭載可能な幅が広く直方体の船室に置き換えられた。予備の逆噴射ロケットが降下モジュールの上部に追加された。空間を確保するためにボストークの射出座席は取り除かれた（このため、打ち上げおよび着陸中の非常事態に乗組員が脱出する手段はなくなった）。ボスホート宇宙船の全備重量は5,682キログラム (12,527 lb)となった。
スペース不足からボスホート1号の乗組員は宇宙服を着用しなかった。ボスホート2号の2名の乗組員は、アレクセイ・レオーノフが船外活動を行うことから宇宙服を着用した。宇宙船の電子機器及び環境システムが空冷だったので、カプセル内を完全に減圧すると過熱することからエアロックが必要となった。エアロックは重量250 kg (551 lb 2 oz)、直径700 mm (28 in)、高さは打ち上げ時に縮めた状態で770 mm (30 in)だった。軌道上で展開されると全長2.5 m (8 ft 2 in)、内径1 m (3 ft 3 in)、外径1.2 m (3 ft 11 in)となった。船内に残る乗組員も、降下モジュールの不意の減圧に備えて宇宙服を着用していた。使用後のエアロックは投棄された。
射出座席が搭載されていないことから、ボスホートの乗組員はボストークの飛行士が射出されて別々にパラシュート降下したのとは異なり、宇宙船の中にとどまったまま地球に帰還することになった。このことから、パラシュート索に小型の固体燃料ロケットを追加した新しい着陸システムが開発された。このロケットは降下モジュールが接地する直前に噴射し、軟着陸を可能にした。

### マーキュリー

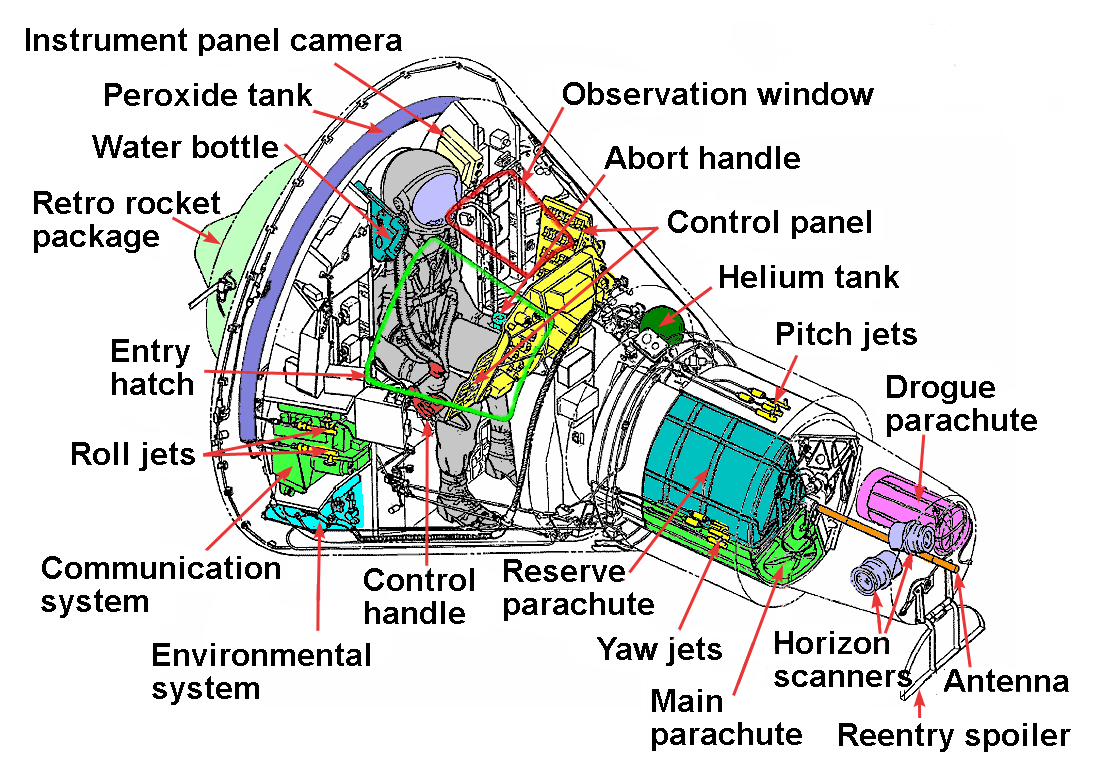
マーキュリーカプセルの内部

マーキュリー宇宙船の主任設計者は、NACA時代から有人宇宙飛行の研究を開始していたマキシム・ファジェットだった。機体の全高は3.3m、全幅は1.8mで、緊急脱出システムを加えた全高は7.9mとなった。居住空間の容積は2.8立方メートルで、飛行士一人が入り込むのが精一杯だった。船内には55個のスイッチと30個のヒューズ、35個の機械式レバーの、総計120個の制御機器があった。機体の重量は、計画中で最も重かったマーキュリー・アトラス9の場合では1,400キログラムだった。船体の外殻は高温に耐えることができるレネ41というニッケル合金で作られていた。
宇宙船は円錐の形状をしており、先端部分には細くなった部分があった。底部には凸面状の耐熱保護板が取りつけられており（下図の2を参照）、その内部はグラスファイバーで何層にも覆われたアルミニウムのハニカム構造になっていた。熱保護板には、帰還の際に宇宙船を減速させるための3基の逆噴射ロケット（1）がストラップで固定されていた。3基の逆噴射ロケットの間には、発射の最終段階で機体をロケットから分離し軌道に投入するための小型ロケットがあった。小型ロケットを固定していたストラップは不要になると切断された。熱保護板のすぐ上には与圧された船室があり（3）、船内では飛行士の前に計器盤が、背後に熱保護板となるように、体の形に合わせた座席にシートベルトでしばりつけられた。座席の直下には、酸素の供給と船内の気温の調整を行う環境制御装置が設置されており、二酸化炭素や水蒸気および臭いの除去を行い、さらに（軌道上では）尿の採取を行った。宇宙船の細くなった端にある回収区画（4）には、自由落下時の姿勢を安定させるためのドローグシュート、主と予備の2つのメインシュートが格納されていた。熱保護板と船内の底部の隔壁の間にはエアバッグが納められており、着水直前に展開させて衝撃を和らげた。回収区画の先端には、通信用と宇宙船の進路を誘導するためのスキャナー用の2基のアンテナが格納されたアンテナ区画（5）が配置された。帰還の際に熱保護板が正しく進行方向を向くように姿勢を安定させるフラップも設置されていた。宇宙船の先端に取り付けられた緊急脱出システム（6）には、打ち上げ失敗時にただちに点火してカプセルを安全に打ち上げブースターから分離させるための3基の小型の固体燃料ロケットを備えていた。このシステムで近くの海上に着水できるようにカプセルのパラシュートが展開された（詳細はマーキュリー計画#計画の詳細を参照）。
マーキュリー宇宙船には機上計算機が搭載されておらず、再突入に必要なすべての計算（逆噴射の回数と噴射時の姿勢）は地上の計算機で計算されてから、その結果が飛行中の宇宙船に無線で伝えらえた。マーキュリー宇宙計画で使用されたすべての計算機システムは地球上のNASAの施設に収められていた。計算機システムはIBM 701計算機だった。
アメリカ合衆国は、史上初の有人軌道飛行のほぼ一か月後に弾道飛行でアラン・シェパードを打ち上げた。アメリカが1962年2月20日にようやく初めてアメリカ人（ジョン・グレン）を軌道上に送り込む以前の1961年8月6日には2機目のボストークで1日のの軌道飛行が可能となっていた。アメリカ合衆国は、合計で2機の有人弾道マーキュリーカプセルと、4機の有人軌道カプセルを打ち上げ、マーキュリー・アトラス9号が32時間半で軌道周回22周の最長飛行記録した。

### ジェミニ

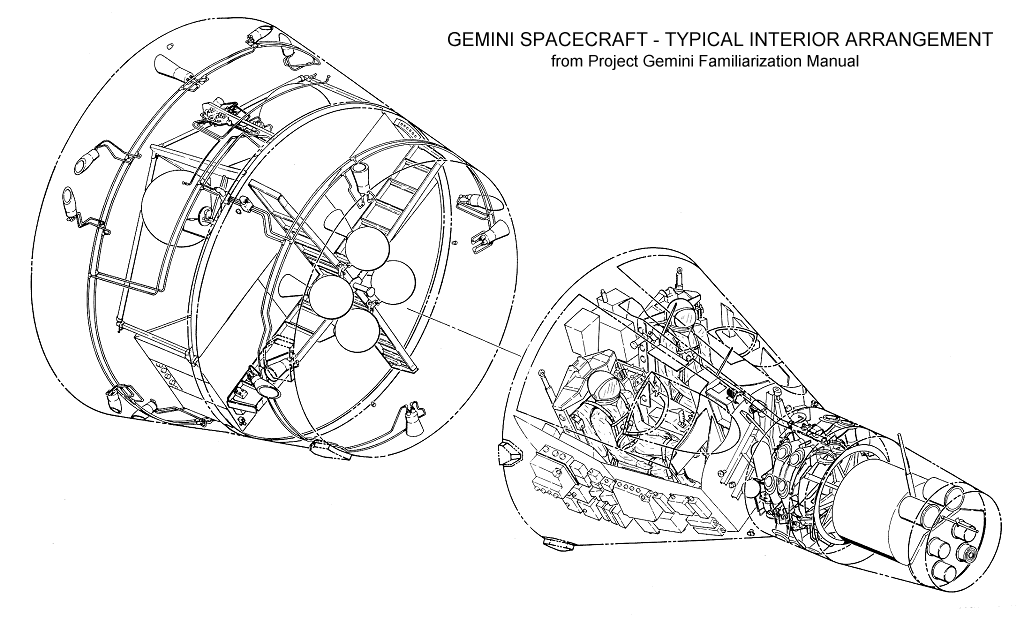
接続区画とジェミニ・カプセルの内部

ジェミニの司令船 (帰還区画とも呼ばれる) は、基本的にはマーキュリー宇宙船の拡大版であった。マーキュリーと違い、逆噴射ロケット、電源、推進装置、酸素、水などは司令船の後部に取りつけられている接続区画に搭載されていた。ジェミニにおける設計の主な改良点は宇宙船のすべての内部システムをカプセルと切り離せる機器区画に搭載したことで、これによりすでに試験された機器を取り去ったり妨げたりすることなく、独立して検査できるようになったことであった。
帰還区画内の機器の多くは、点検用のドアを開ければ手が届くところに配置されていた。マーキュリーと違いジェミニは完全にソリッドステートの電子回路を用いていた。

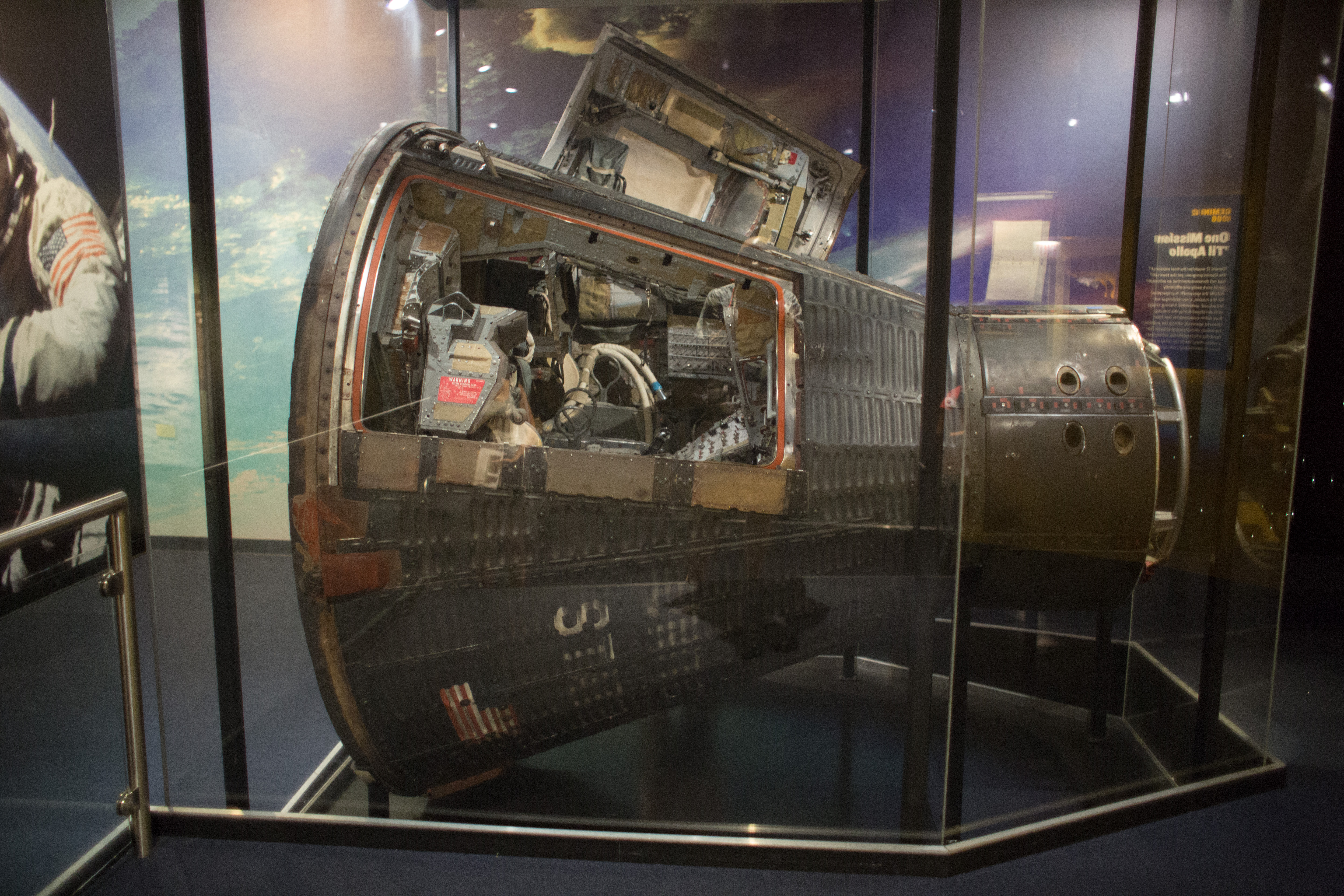
1966年にジェミニ計画の10回目で最後のジム・ラベルとバズ・オルドリンによって飛行したジェミニ12号のカプセル（シカゴのアドラー・プラネタリウムに展示）

ジェミニの緊急用打ち上げ脱出システムには、マーキュリーのような固体燃料ロケットで射出する脱出塔は使用されず、代わりに航空機などで採用されている射出座席を用いていた。脱出塔は重く複雑であり、またタイタンIIの自然発火性の推進剤は接触すればただちに燃焼してしまうため、NASAの技術者は塔は不必要であると推測した。 アトラスやサターンのような極低温の燃料を使用するロケットに比較すると、タイタンIIは爆発した際の爆風の影響は小さい。射出座席は故障したロケットから飛行士を退避させるには十分な能力を有していた。射出座席が使用できない高高度では宇宙船そのものを切り離し、飛行士は船内にとどまったまま脱出することになっていた。
射出座席使用の主な提唱者は、NASAのスペース・タスク・グループ技術部長のシャンベルリンだった。彼はマーキュリーの脱出塔をずっと好まず、重量を削減できるもっと簡素な代替策を用いることを望んでいた。シャンベルリンはアトラスやタイタンIIミサイルの発射が失敗した際のさまざまな映像を検証し、打ち上げ機の爆発で発生する火球のおおよその大きさを推測した結果、タイタンIIの爆発で生じる火球は十分に小さいため、宇宙船からの脱出は射出座席だけで十分であると判断した。
一方でマーキュリーの脱出装置の設計者だったマキシム・ファジェットは、この方法には決して乗り気ではなかった。射出座席は飛行士に深刻な損傷を負わせる可能性がある上に、ロケットが音速を超えると脱出不可能になってしまうため、座席を使用できる時間は発射後40秒以内に限られていた。彼はまた、ロケットが上昇している最中に機外に放出されると、飛行士が排気ガスの中に巻き込まれてしまうことを懸念し、「最もよいのは、脱出装置を使うような事態に陥らせないようにすることだ」と述べた。
ジェミニの射出システムが、打ち上げの直前のように船室を純粋酸素で与圧した状態で試験されたことはなかった。1967年1月に、アポロ1号の致命的な火災によって、純粋酸素で宇宙船を与圧することが火災に対する極度な危険性を及ぼすことが示された。1997年のオーラル・ヒストリーの中で、宇宙飛行士のトーマス・スタッフォードは、1965年12月のジェミニ6号打ち上げの際に自分と指揮操縦士のウォルター・シラーが宇宙船から射出されそうになったことについてコメントしている：
その結果、私たちが見ていたのは2本のローマンキャンドルが消えたようなものだったと思う。と言うのも、私たちは15ないし16psi（1気圧強）の純粋酸素の中に1時間半も使っていたのだから。ケープ（カナヴェラル）で起きた悲惨な火事を覚えているかい？(...)ジーザス、炎が上がって、あのような状態になるとスーツが燃えてしまう。全てが酸素に浸かっていたのだから。まさに、神に感謝だ。それとは別に、NASAは射出しなければならない状況でのテストを行っていなかった。ジェミニの模擬モックアップを使ったテストがチャイナレイクで行われたが、NASAが行ったのは窒素を充填することだった。NASAが行ったそりを使ったテストでは、酸素で充填されていなかった。
ジェミニはミッションでの機動の管理と制御を容易にするための機上コンピューターであるジェミニ誘導コンピューターを搭載した、初の有人宇宙船だった。ジェミニ宇宙船機上コンピューター（Gemini Spacecraft On-Board Computer、OBC）と呼ばれることもあるこのコンピューターは、サターン打ち上げ機ディジタルコンピューターに酷似していた。ジェミニ誘導コンピューターの重量は26.75kgだった。磁気コアメモリは、それぞれが3つの13ビットのシラブルからなる39ビットワードを含む4096のメモリー空間を有していた。全ての数値データは26ビットの2の補数の整数であり（固定小数点数として扱われる場合もある）、ワードの最初の2つのシラブルないしアキュムレータに格納された。命令（常に4ビットのオペコードと9ビットのオペランド）はどのシラブルにでも置くことができた。

### アポロ

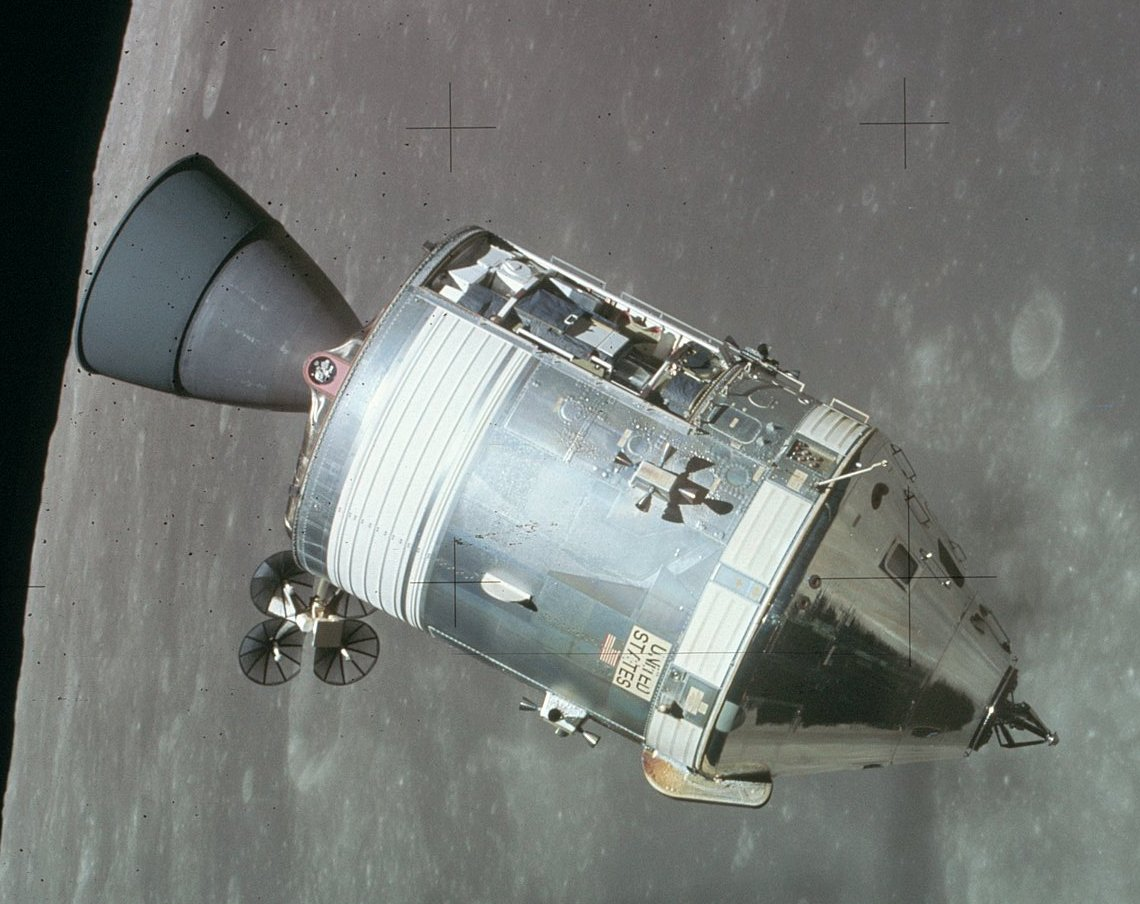
アポロ15号の月着陸船「ファルコン」から撮影した、月軌道上の司令・機械船

アポロ宇宙船は、最初は1960年にマーキュリーに続く3人乗り宇宙船としてミッションの制限を設けずに構想された。この宇宙船は宇宙飛行士を地球軌道上の宇宙ステーションに運んだり、月まで、あるいは月軌道へと飛行したり、可能であれば着陸させるとことができた。NASAは1960年と1961年にアポロ宇宙船フィジビリティスタディをいくつかの企業に依頼したが、ファジェットとスペース・タスク・グループは、電力と推力を提供する機械モジュールに支援される円錐形の鈍頭体のカプセル（司令モジュール）を用いた自分達の設計に取り組んだ。NASAは1961年5月に参加者の設計を検討したが、ジョン・F・ケネディ大統領が1960年代中に人を月に着陸させるための全国的な取り組みを提案したことで、NASAはフィジビリティスタディを廃棄して、付き着陸ミッションに焦点を当てたファジェットの設計を進めることを決定した。アポロ製造の契約はノースアメリカンと結ばれた。
アポロ司令・機械船（CSM）は、当初は脚を有する大型の着陸ステージに載せて3人の飛行士を直接月面に送るように設計された。司令船の寸法は直径3.91m、全長3.39mだった。機械船は全長4.0mあり、エンジン噴射ベルを含めて司令・機械船合わせた全長は11.04mとなった。ハイパーゴリック推進剤機械船推進エンジンは司令・機械船を月表面から離昇させて地球に返すために91kNの推力を有していた。この設計ではサターンVよりも大きな単一の打ち上げ機か、複数のサターンVで打ち上げて地球軌道上で組み立て月に送る必要があった。
早いうちに、2人の飛行士を月軌道と月面との間で輸送するより小型のアポロ月着陸船（LEM）を使用する月軌道ランデブー法の採用が決定された。軽量化することに単一のサターンVで月探査ミッションを打ち上げることが可能となった。この設計での著しい開発が開始されて以来、従来の設計をブロックIとして継続し、着陸船とランデブー可能なブロックIIとの並行開発を行うことが決定された。ドッキングトンネルおよびプローブを追加したうえで、ブロックIIはブロックIの設計から得られた教訓に基づく機器の改良が採用された。ブロックIは無人の試験飛行と、地球軌道への限定的な回数の有人飛行に使用されるはずだった。機械船推進エンジンは必要以上に大きくなっていたが、すでに大幅に開発が進行中だったため、設計は変更されず、とは言え燃料が燃料への要求が変更されたことを反映して推進剤タンクはわずかに小型化された。宇宙飛行士の希望をもとに、ブロックII CMではガス・グリソムのマーキュリー・レッドストーン4号の飛行で起きたように誤ってハッチが開いてしまうことを避けるために、2枚組のプラグドア式ハッチカバーではなく、ミッション終了時に脱出しやすいように外向きに開く一枚構造のハッチが選択された。
マーキュリーとジェミニで使用されていた打ち上げ前の1,150 hPaの純粋酸素雰囲気はプラグドア式ハッチの設計との組み合わせで悲惨な結果を産んだ。1967年1月27日に、2月の初の有人での打ち上げに向けての打ち上げ前テストに参加していたアポロ1号の全乗組員（グリソム、エドワード・ホワイトおよびロジャー・チャフィー）は、船室内を襲った火災により死亡した。プラグドアがあったため、宇宙飛行士は死ぬ前に脱出することも、救出されることもできなかった。調査の結果、火災の原因はおそらく摩耗した電線からの火花から始まっり、船室内にあるべきではなかった可燃物が燃焼したことが判明した。打ち上げ前の船室内の雰囲気を純酸素から空気のような窒素と酸素の混合物に変更し、船室と宇宙服から可燃物を除去し、全ての電気配線と腐食性の冷却液配管を密閉するためにブロックII宇宙船の設計変更が行われる間、有人飛行プログラムは延期された。
ブロックII宇宙船の重量は、燃料満載で28,800 kgであり、4回の地球と月軌道を往復する有人テスト飛行と、7回の月着陸ミッションで使用された。宇宙船の改良型がスカイラブに3名の乗組員を輸送し、ソビエトのソユーズ宇宙船とドッキングするアポロ・ソユーズテスト計画で使用された。アポロ宇宙船は1974年に退役した。

### 退役した無人宇宙カプセル
- コロナ
- ドラゴン
- 返回式衛星
- フォトン
- ラドゥガ
- ARD
- SRE（英語版）
- ゾンド/L1
- L3
- TKS

## 運用中の宇宙カプセル

### ソユーズ

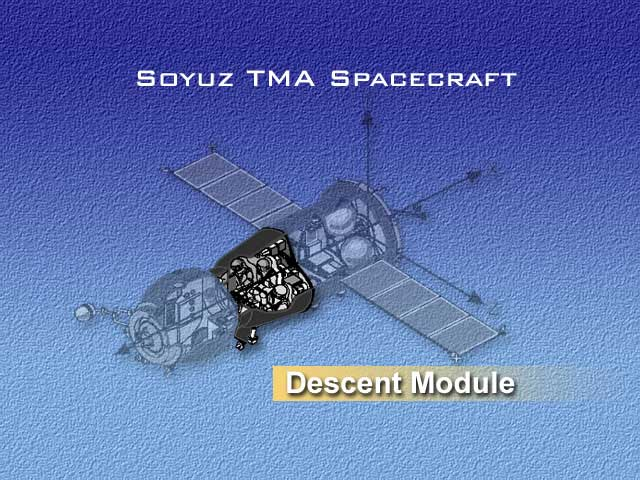
再突入カプセル（降下モジュール）が強調されたソユーズ宇宙船

1963年に、コロリョフが初めて月探査ミッションのため地球軌道上で組み立て用に使用する3人乗りのソユーズ宇宙船を提案した。コロリョフはソユーズの開発を延期してボスホートに取り組むようにとのニキータ・フルシチョフソビエト首相の圧力を受け、後に宇宙ステーションと月探査ミッションのためにソユーズを開発することが許可された。コロリョフは、先端に十分なミッション中の居住空間を備えた軌道乗員モジュールを取り付けた小型で軽量の釣鐘型再突入カプセルを採用した。機械モジュールは2枚の太陽電池パネルで発電し、推進システムのエンジンを搭載する。7K-OK型は地球軌道用に直径2.17 m、全長2.24 m、内容積4.00 m3で重量2,810 kgで設計された。重量1,100 kgの球形の軌道船は直径2.25 mで、ドッキングプローブ込みの全長が3.45 mで、内容積は5.00 m3だった。宇宙船全体の重量は6,560 kgとなった。
コロリョフの死後に、1967年から1971年にかけてこのタイプの宇宙船10機が有人飛行した。宇宙での最初の死亡事故（ソユーズ1号）に始まり、宇宙での最初の複数人死亡事故（ソユーズ11号）で同タイプは幕を閉じた。コロリョフは月探査ミッションに向けた重量9,850 kgの7K-L0K型も開発していたが、有人で飛行することはなかった。
その後もロシアはソユーズの開発を継続し、今日でも使用している。

### 神舟

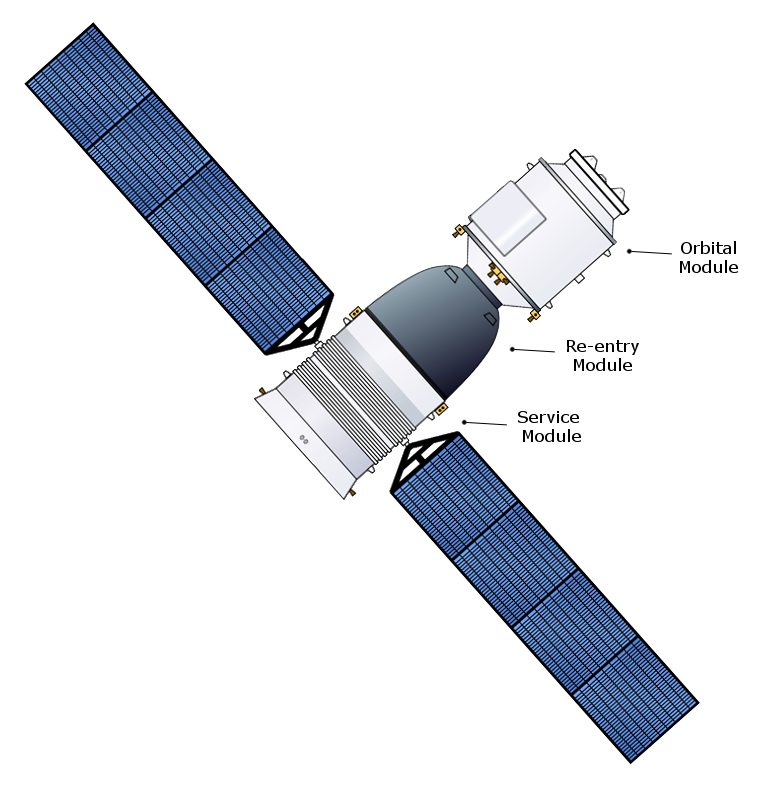
神舟8号以降の神舟号宇宙船の説明図

中華人民共和国は1990年代にソユーズと同じコンセプト（軌道、再突入および機械モジュール）をもとにした「神舟」宇宙船を開発した。1999年に無人の試験飛行が行われ、2003年10月15日に最初の有人飛行を行い、楊利偉が地球軌道を14周した。

### ドラゴン2
7人乗りのスペースXドラゴン2カプセルが、2020年5月30日にNASAのDemo-2ミッションで初めてクルーを国際宇宙ステーションに向けて打ち上げた。当初はNASAの商業補給サービス契約で使用されていたスペースXの無人のドラゴン・カプセルを発展させたものとして構想されていたが、有人宇宙飛行の要求に応えるために、あまり共通点のない大幅な再設計が行われた。

### ニューシェパード有人カプセル
ブルーオリジン社が開発した6人乗りのニューシェパード・クルー・カプセルは、人手による研究や宇宙旅行のために設計された弾道飛行有人宇宙船である。このカプセルは、より多くのペイロードや実験機材を搭載して無人で飛行することもできる。

### 無人カプセル
- ヤンターリ
- りゅうせい
- 嫦娥5号T1
- HSRC

## 開発中の有人カプセルの設計

### ロシア
- オリョール

### アメリカ合衆国
- オリオン
- スターライナー

### インド
- ガガニャーニャ

### 中国
- 次世代有人宇宙船（英語版）

### イラン
- カボシュガールE（英語版）